# Aplotarsus
Aplotarsus là một chi bọ cánh cứng trong họ 
Elateridae.
Chi này được miêu tả khoa học năm 1830 bởi Stephens.

## Các loài
Các loài trong chi này gồm:
- Aplotarsus angustulus (Kiesenwetter, 1858)
- Aplotarsus imperceptus Gurjeva, 1987
- Aplotarsus incanus (Gyllenhal, 1827)
- Aplotarsus quercus (Gyllenall, 1808)
- Aplotarsus sachalinensis (Dolin & Katjucha, 1987)
- Aplotarsus semipalatinus (Jakobson, 1913)
- Aplotarsus sladkovi (Dolin & Katjucha, 1987)
- Aplotarsus subdepressus (Denisova, 1948)
- Aplotarsus tibialis (Schwarz, 1900)
- Aplotarsus tibiellus (Chevrolat, 1865)